# فيليبرت كومرسان
فيليبرت كومرسان (1727-1773) (بالإنجليزية: Philibert Commerson)‏ هو عالم نبات فرنسي.